# 佩罗坦
佩罗坦（法語：Pérotin，12世纪晚期至13世纪早期）是一名欧洲作曲家，据称是法国人。他是聖母院樂派複音音乐和古音乐风格的最著名的成员，是在那个年代少數名字傳世且能明確辨別其作品的作曲家。我們對他的了解都來自一位在巴黎聖母院大學学习的一位被稱為Anonymous IV的佚名英國學生的紀錄，佩羅坦被和他的前輩列歐寧合稱為「最佳的奧干農作曲家」並提到他們編有一本《奧干農大全》（Magnus Liber Organi）。他的作品以奧干農為主。。
他的作品主要以三聲部的奧干農為主 ，比起他的前輩列歐寧，他在節奏運用上較為脫離節奏型，而在固定聲部的音符也較來的短，且在純奧干農風格的段落便使用一些反覆的節奏。在第士坎特風格中也更為活潑。

## 部分作品
- Viderunt omnes（1199）
- Sederunt principes（1200）
- Alleluia Posui adjutorium
- Alleluia Nativitas
- Révision du Magnus Liber Organi（1210）
- Dum sigillum summi Patris
- O Maria
- Beata viscera（vers 1220）